# The Black Belles

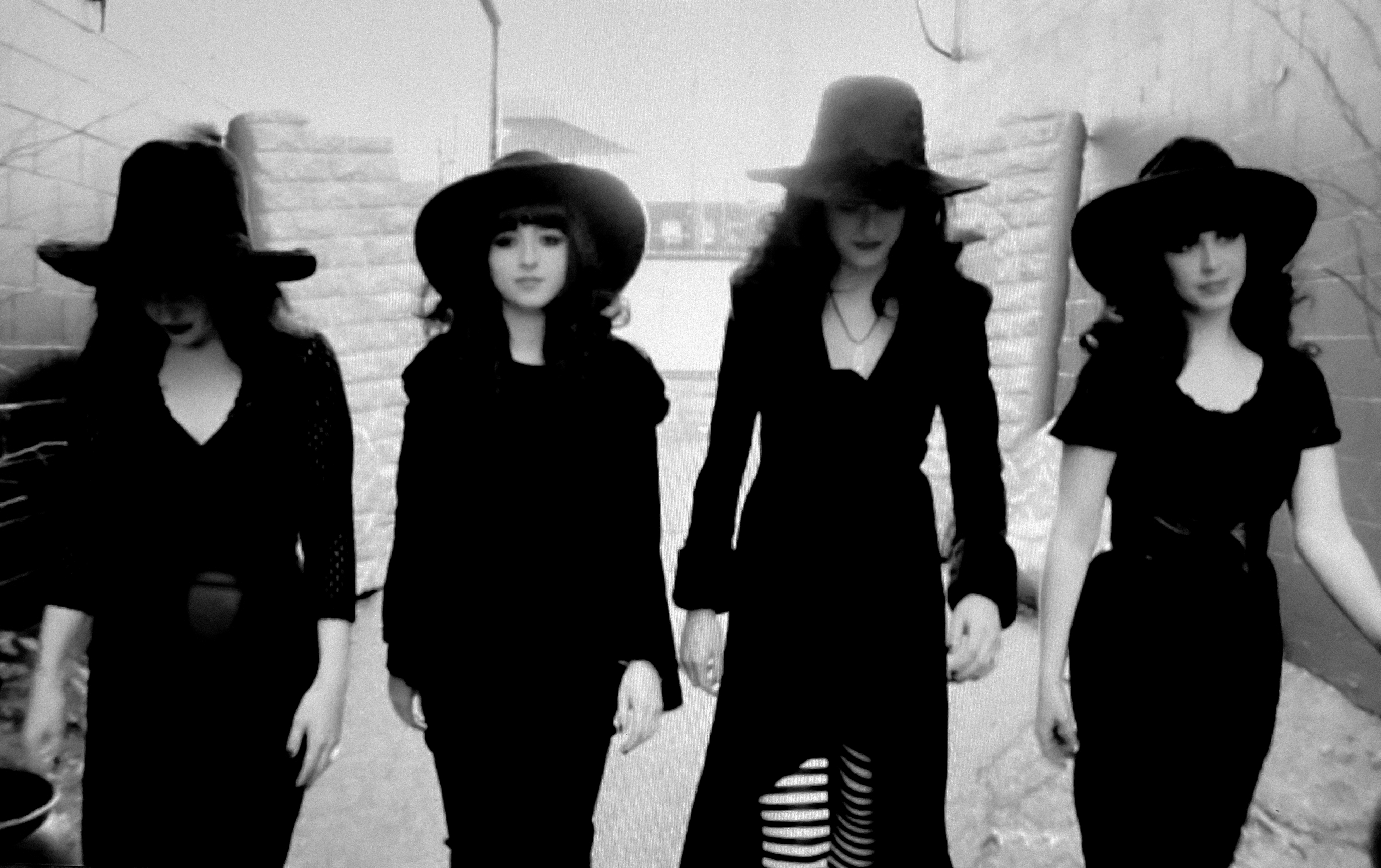
A banda em 2021.

The Black Belles é uma banda feminina de rock alternativo e gótico de Nashville, Estados Unidos, descoberta por Jack White e assinou com sua gravadora Third Man Records. A banda é formada por Olivia Jean (vocal, órgão, guitarra) Ruby Rogers (baixo), Shelby Lynne (bateria) e Lil' Boo ) (sintetizador). Elas apareceram com Stephen Colbert, no episódio de 23 de junho de 2011 de The Colbert Report, atuando para tocar a música que ele criou.

## Discografia

### Album
- 2011: The Black Belles (Third Man Records)

### Singles
- What Can I Do?
- Lies
- Charlene II (I'm Over You)
- Honky Tonk Horror

## Relações externas
- theblackbelles.com